# Jean-Nicolas Jadot de Ville-Issey
Pour les articles homonymes, voir Jadot.
Jean-Nicolas Jadot, né à Lunéville le 22 janvier 1710, mort à Ville-Issey le 1er juin 1761, est connu comme l'un des plus grands architectes de la cour de lorraine.

## Biographie
Nicolas Jadot, né à Lunéville en 1710, est le fils de Jean, entrepreneur des bâtiments du duc de Lorraine. Il accompagne le duc François III de Lorraine en Toscane comme directeur de ses bâtiments. il va le suivre à Florence puis à Vienne.
Nommé en 1739 architecte de la Cour d'Autriche et anobli en 1740 par l'empereur, il obtient le titre d'inspecteur et contrôleur des bâtiments de son altesse royale.
En 1744, Marc de Beauvau vend à Jean-Nicolas Jadot la baronnie de Ville-Issey.
Plusieurs grands travaux lui sont attribués : en Lorraine, il dirige la restauration de la chapelle ronde des Cordeliers de Nancy et dessine également la façade de l'église Saint-Jacques de Lunéville ; en Toscane, il est l'auteur l'arc de triomphe de San Gallo à Florence ; en Autriche, il est chargé du palais impérial de Schönbrunn et bâtit le palais de l'Académie des Sciences à Vienne (1753-1755). Il signe également la construction de la ménagerie des jardins de Schönbrunn qu'il réaménage.
Nicolas Jadot revient finir sa vie en Lorraine et décède le 1er juin 1761 à Ville-Issey (commune d'Euville) où se trouve son monument funéraire.

## Réalisations
Liste non exhaustive :
- Arc de triomphe à Florence (Italie)
- La Neue Aula, ancienne université de Vienne, devenue Académie autrichienne des sciences (Autriche)
- Agrandissement de la crypte des Capucins à Vienne (Autriche)
- Ménagerie du château de Schönbrunn (Autriche)
- Palais de Budavár à Budapest (Hongrie)

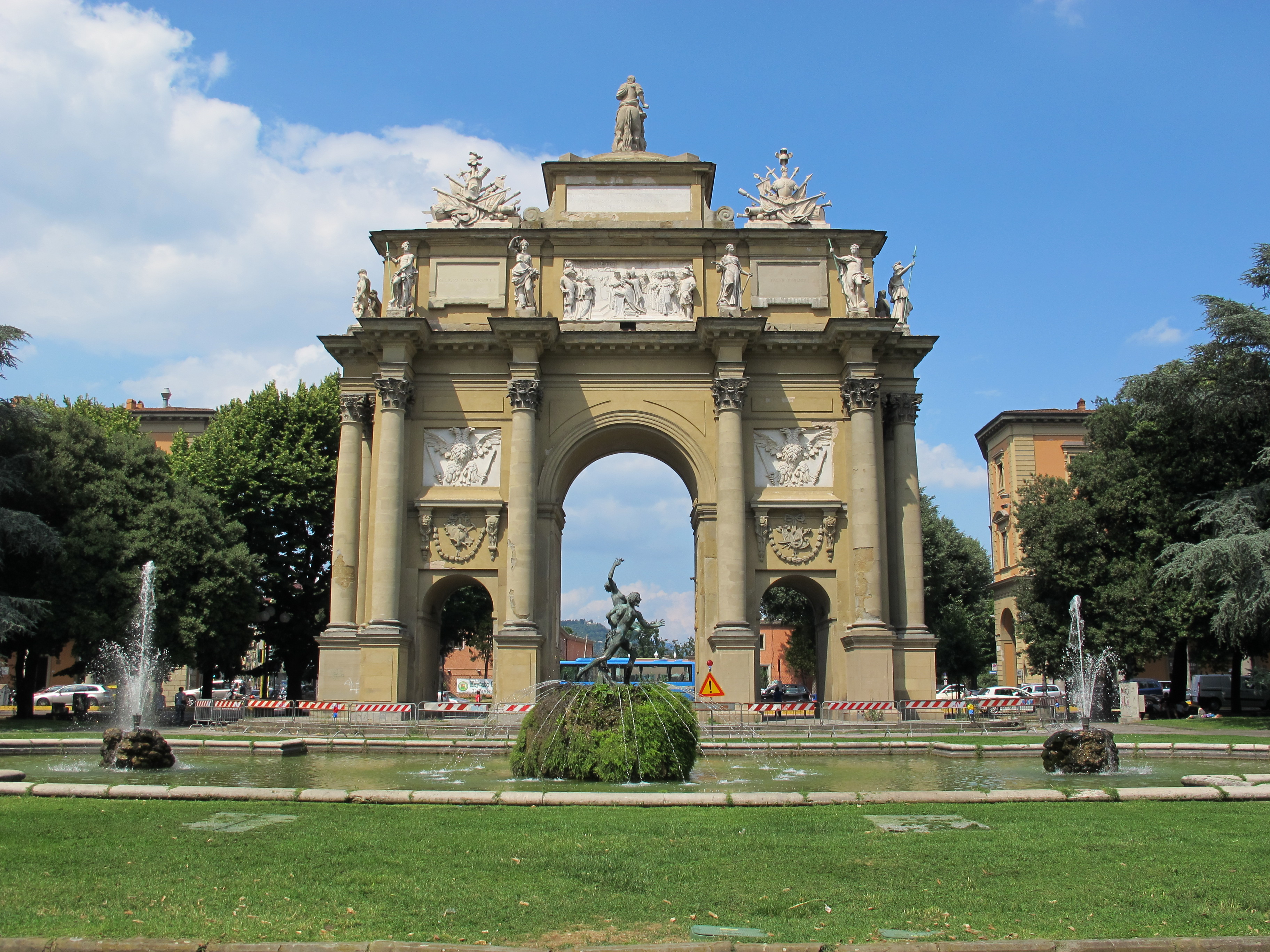
Arc de triomphe, Florence
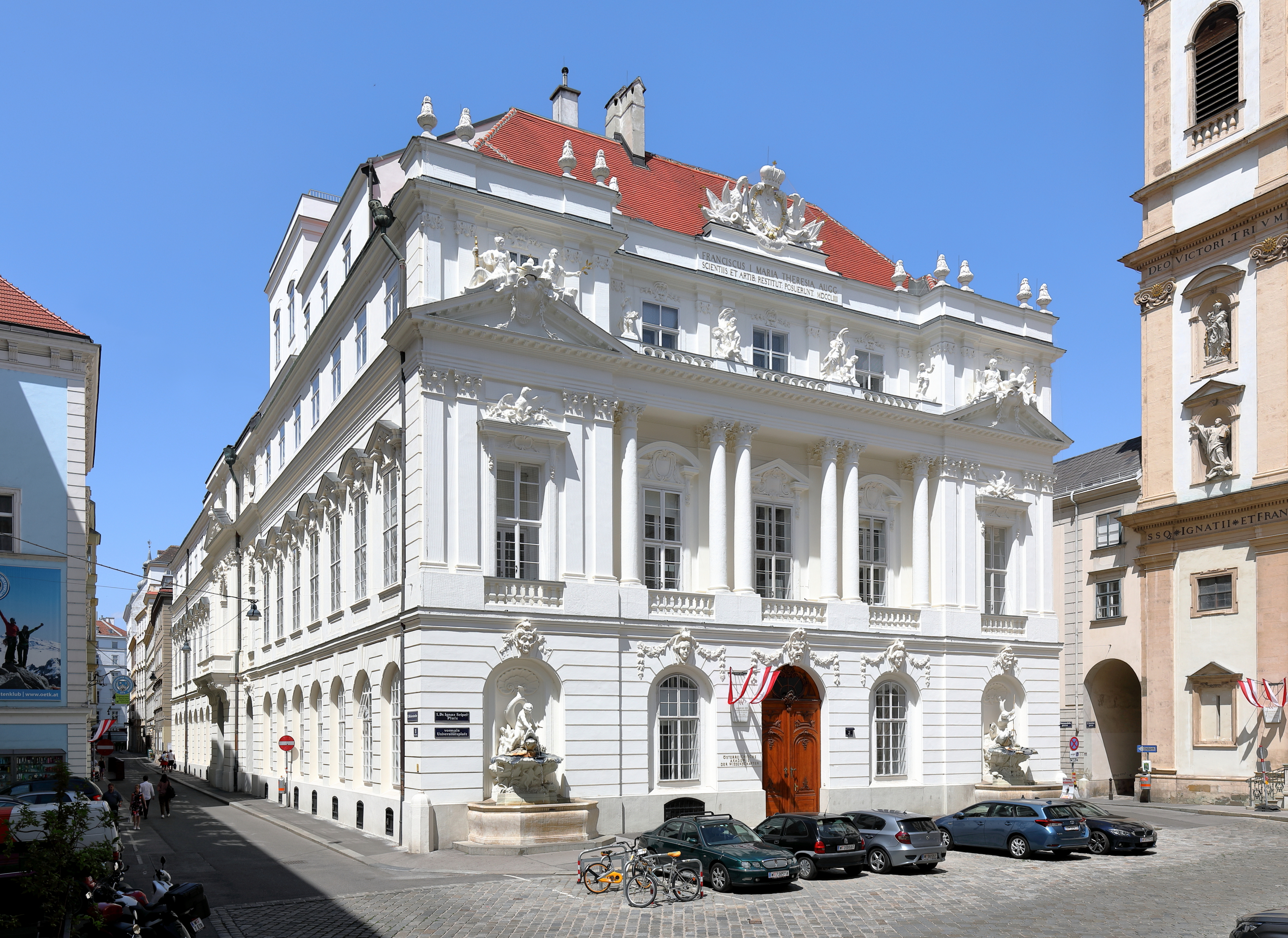
Académie autrichienne des sciences, Vienne
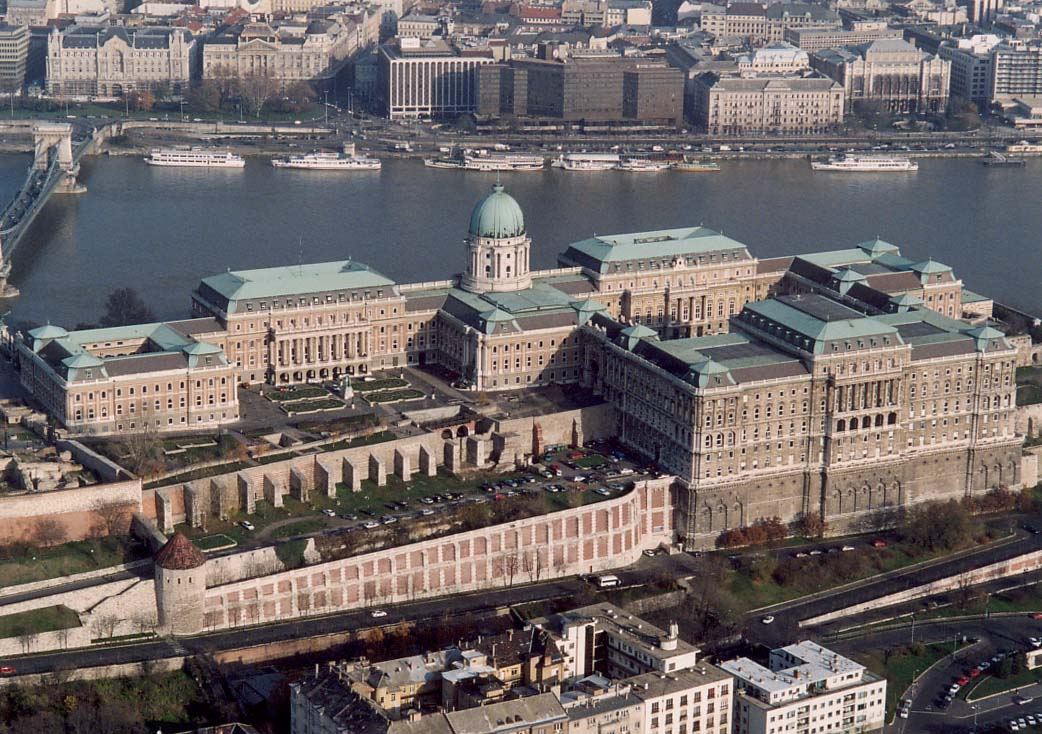
Château de Buda, Budapest
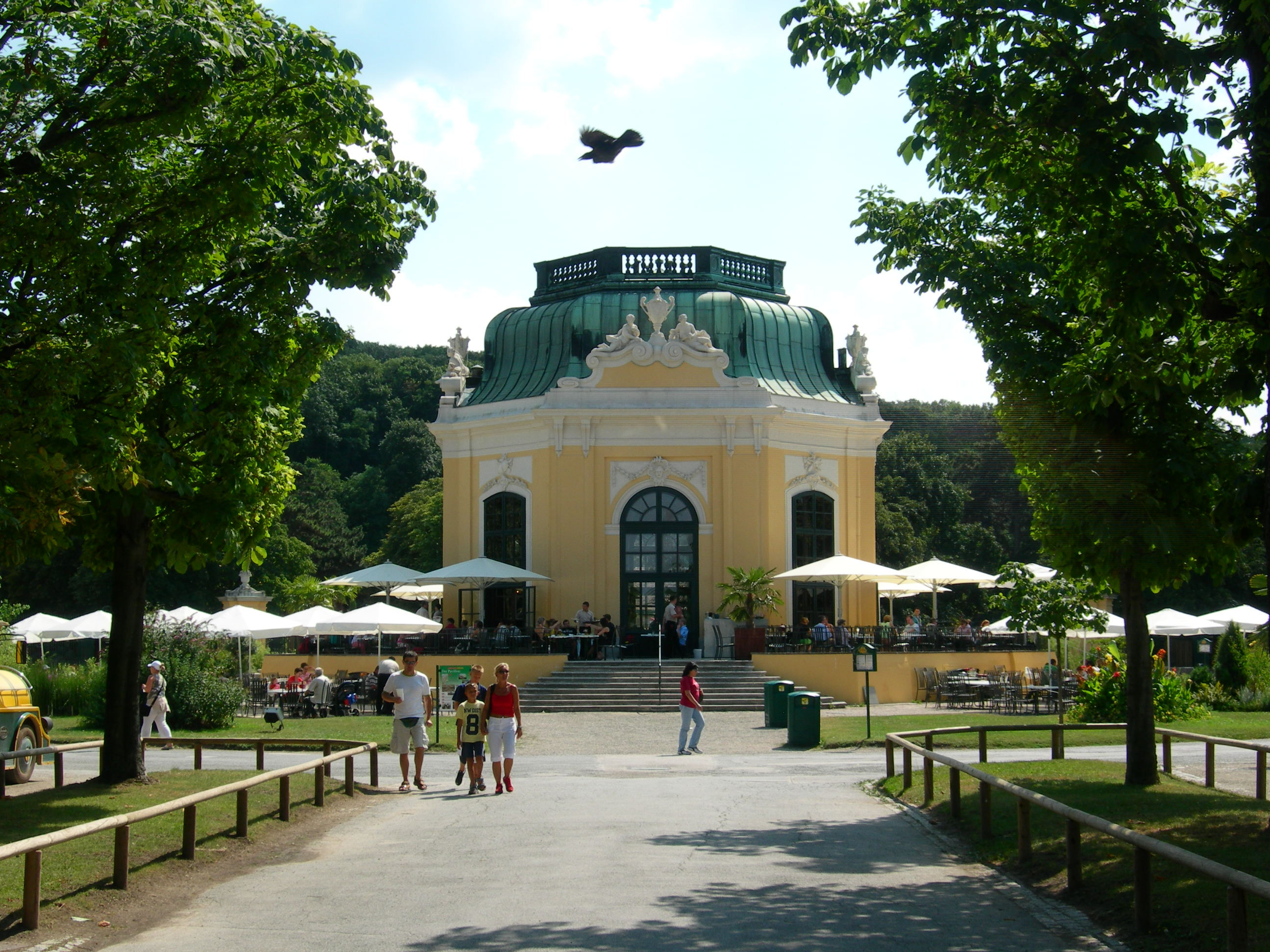
Le Pavillon de la ménagerie impériale, dans l'actuel Zoo de Schönbrunn, (1752, état actuel).

## Hommages
- une rue porte le nom de Jean-Nicolas Jadot à Lunéville[2].